# Lakhon nok
Lakhon nok (taj. ละครนอก) – odmiana klasycznego tajskiego tańca i przedstawienia dramatycznego. W przeciwieństwie do lakhon nai („przedstawienia wewnętrznego”), uprawianego tradycyjnie przez kobiety na dworze królewskim, lakhon nok pierwotnie wykonywali wyłącznie mężczyźni na poza pałacem. Ruchy tancerzy są szybsze, zaś muzyka bardziej żywa i dynamiczna. Ta forma teatru stanowi pierwowzór popularnego do dziś przedstawienia likay. Repertuar oparty jest często na dźatakach.